# Trạm xe điện ngầm Westfriedhof

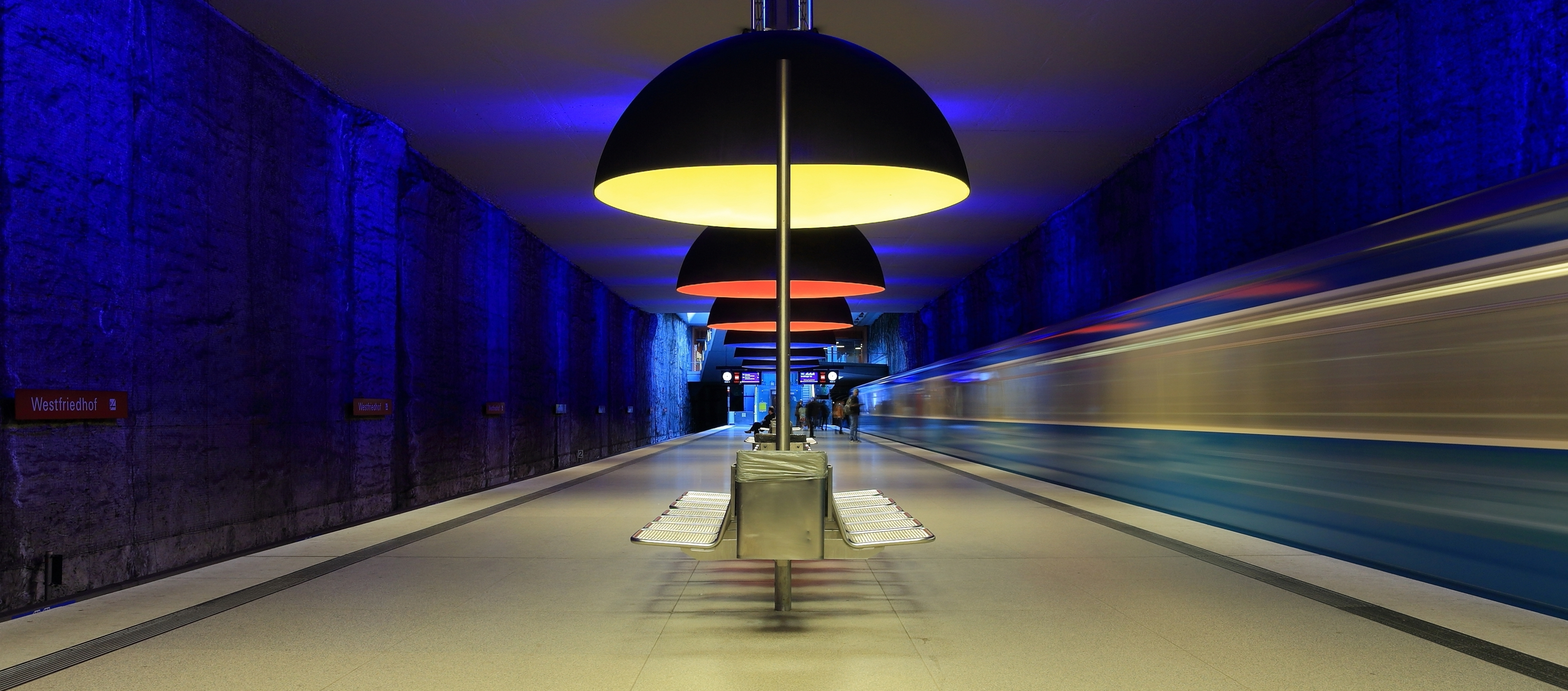
Sân ga Westfriedhof

Trạm xe điện ngầm Westfriedhof là một trạm của hệ thống xe điện ngầm ở München. Nó nằm bên cạnh Westfriedhof (Nghĩa địa phía Tây) ở ranh giới giữa khu phố Neuhausen-Nymphenburg và Moosach, thủ phủ München của bang Bayern, Đức.
Trạm xe điện ngầm Westfriedhof nằm dưới đường Orpheusstraße bắt đầu hoạt động từ ngày 24. Mai 1998.  Nó nằm trên tuyến xe điện ngầm U1. Ngoài ra từ ngày 12 tháng 12 năm 2011 nó còn là trạm cuối của tuyến U7, mà chỉ chạy trong giờ cao điểm. Nó cũng là trạm nối liền với các tuyến xe điện trên mặt đất 20 và 21.
Vì lối trang trí đèn đặc biệt, nó cũng là đối tượng ưa thích để chụp hình cho các hãng quảng cáo. Ánh sáng được phát ra từ 11 cái đèn có đường kính là 3,80 m, còn nền đèn bên trong thì có màu xanh da trời, đỏ và vàng. Ánh sáng mặt trời ở bên ngoài cũng chiếu vào cuối trạm phía Tây. Sân ga nhờ vậy mà được chia ra làm nhiều khu vực ánh sáng màu. Những cái đèn này là của nhà thiết kế ánh sáng Ingo Maurer. Hai bên tường thì để nguyên giống như là một hang động. Ban đầu, nhà kiến trúc định ráp kính thủy tinh lên tường, nhưng rồi ông lại thích để trống như vậy. Tuy nhiên từ 2003 tường đã được phủ bởi một lưới thép, bởi vì thỉnh thoảng những mảng đá lại rơi xuống. 

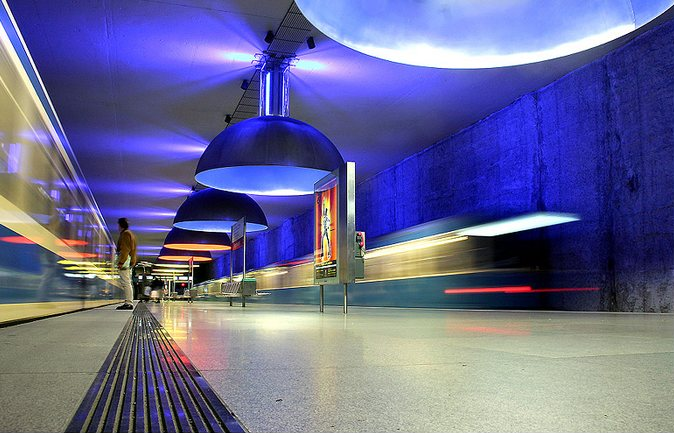
Sân ga Westfriedhof từ một góc cạnh khác